# Аркуша Олена Георгіївна
Олена Георгіївна Аркуша (нар. 27 квітня 1970, Львів) — український історик, дослідниця історії України XIX — початку XX століття, формування новочасної політичної культури та національної ідентичності, українського парламентаризму, українсько-польських відносин, Кандидат історичних наук (1997 р.).

## Життєпис
У 1992 році закінчила історичний факультет Львівського державного університету імені Івана Франка. 1992—1995 — аспірантка Інституту українознавства імені І. Крип'якевича НАН України, де 1997 року захистила кандидатську дисертацію на тему: «Українське представництво в Галицькому сеймі (1889—1901 рр.)». Науковий керівник — доктор історичних наук, професор Юрій Сливка.
З 1995 року працює у відділі новітньої історії Інституту українознавства імені І. Крип'якевича НАН України: історик-архівіст, молодший науковий співробітник, науковий співробітник, старший науковий співробітник.
З 2003 року — доцент кафедри новітньої історії України Львівського національного університету імені Івана Франка (за сумісництвом).

## Праці
- Галицький сейм: виборчі кампанії 1889 і 1895 рр.: монографія. — Львів, 1996. Монографія стала переможцем конкурсу на здобуття премії Національної академії наук України для молодих учених і студентів вищих навчальних закладів за кращі наукові роботи у 1998 році[2].
- Олександр Барвінський (до 150-річчя від дня народження). — Львів, 1997.
- Український національно-політичний рух у Галичині наприкінці 80-х рр. XIX ст. // Україна: культурна спадщина, національна свідомість, державність. — Вип. 3—4. — Львів, 1997;
- Русофільство в Галичині в середині XIX—на початку XX ст.: генеза, етапи розвитку, світогляд // Вісник Львівського університету. — Серія історична. — Вип. 34. — Львів, 1999. — С. 231–268 (у співавт.).
- Bibliografia Europy Wschodniej: Polska-Litwa-Białoruś-Ukraina-Rosja. Tom VI: Bibliografia ukraińska 1991—1993. — Warszawa, 2000.
- Міхал Бобжинський та українське питання в Галичині // Вісник Львівського університету. — Серія історична. — Вип. 35-36. — Львів, 2000.
- Політика польських клубів Галицького сейму щодо українського питання (кінець XIX—початок XX століття) // Україна: культурна спадщина, національна свідомість, державність. — Вип. 7: Зб. на пошану проф. Ю. Сливки. — Львів, 2000.
- Tom XVI: Bibliografia ukraińska 1994—1995. Część 1. — Warszawa, 2001.
- Tom XVII: Bibliografia ukraińska 1994—1995. Część 2. — Warszawa, 2002.
- Відкриття Галицького Крайового сейму у Львові // Lwów. Miasto—społeczeństwo — kultura. — T. IV. Studia z dziejów Lwowa pod red. Kazimierza Karolczaka. — Kraków, 2002.
- Українсько-польські відносини у Східній Галичині на початку XX століття: акція Влодзімєжа Козловського 1902—1903 років // Вісник Львівського університету. — Серія історична. — Львів, 2002. — Вип. 37. — Ч. 1.
- Вибори до Галицького Сейму 1901 року: до проблеми політичної модернізації українського суспільства Галичини // Вісник Львівського університету. — Серія історична. — Львів, 2003. — Вип. 38.
- Український християнсько-суспільний рух у Галичині на початку XX століття: політичне товариство «Руська громада» // Шляхами історії. Науковий збірник історичного факультету ЛНУ ім. Івана Франка. На пошану професора Костянтина Кондратюка. — Львів, 2004.
- Шлях українського політика з провінції до Львова: політичні дилеми Євгена Олесницького // Lwów. Miasto — społeczeństwo—kultura. — T. VI. Studia z dziejówLwowa pod red.KazimierzaKarolczaka. — Kraków, 2005.
- Польські націонал-демократи та українське питання в Галичині на початку ХХ століття // Вісник Львівського університету. — Серія історична. — Вип. 39—40. — Львів, 2005.
- Українське представництво в Галицькому сеймі 1901–1907 років // Записки Наукового товариства імені Шевченка. — Том CCLI: Праці історично-філософської секції. — Львів, 2006.
- Ukraińskie przedstawicielstwo w sejmie galicyjskim // Ukraińskie tradycje parlamentarne XIX–XX wiek/Pod redakcją Jarosława Moklaka. — Kraków, 2006.
- Суспільно-політичні рухи. Партії та їх політика в 1900–1914 роках // Історія Львова. У трьох томах. — Т. 2. — Львів, 2007.
- Польсько-українські дискусії про національний характер Східної Галичини на початку XX ст. // Україна: культурна спадщина, національна свідомість, державність. Вип. 15. — Львів, 2006—2007.
- Суспільність Львова і Кракова у виборчих кампаніях (на прикладі виборів до Галицького сейму 1901 року) // Львів: місто—суспільство—культура. — Львів, 2007. — Т. 6: Львів-Краків: діалог міст в історичній ретроспективі // Вісник Львівського університету. — Серія історична. Спеціальний випуск. — 2007.
- Образ Австрії у висвітленні українських істориків Галичини другої половини XIX — початку XX століття // Україна: культурна спадщина, національна свідомість, державність. — Вип. 16: Ювілейний збірник на пошану Івана Патера. — Львів, 2008.
- Українські землі у складі Австрійської (Австро-Угорської) імперії (1772—1918) // Політична система для України: історичний досвід і виклики сучасності. — К., 2008.